# 1-ша авіаційна армія особливого призначення
1-а авіаці́йна а́рмія особли́вого призна́чення (АОП-1) — оперативно-стратегічне об'єднання (авіаційна армія) військово-повітряних сил Робітничо-селянської Червоної армії (ВПС РСЧА).

## Історія
Для рішення оперативних і стратегічних завдань, проведення самостійних повітряних операцій, оперативної та тактичної підготовки різних родів авіації, відповідно до наказу НКО СРСР № 001 від 8 січня 1936 року була сформована Авіаційна армія Резерву Головного Командування (АА РГК), згодом перейменована в 1-у авіаційну армію особливого призначення (АОП-1).
До складу Управління Авіаційної армії РГК увійшли: командувач, штаб, політичний відділ, відділ командно-начальницького складу, інспекції озброєння і матеріально-технічного відділу. АОП-1 складалася з чотирьох важких бомбардувальних, трьох швидкісних бомбардувальних бригад і частин забезпечення. Загальна чисельність — 876 літаків. Надалі бригади були об'єднані в три авіаційні корпуси, що дислокувалися в Моніно, Калініні й Воронежі.
Наказом НКО СРСР № 0017 від 21 травня 1938 року встановлювався 4-полковий склад авіаційної армії з чисельністю авіаційного парку 307 літаків (по 61 бомбардувальнику і 15 винищувачів у кожному полку та 3 літаки управління). Тоді ж армія отримала назву АОП-1 (штаб — м. Москва). Командувач АОП-1 підпорядковувався безпосередньо народному комісарові оборони СРСР на правах командувача військовим округом.
Розпорядженням Генерального штабу Червоної Армії від 12 січня 1940 року й наступним наказом ВПС РСЧА № 063 від 29 квітня 1940 року АОП-1 була розформована, її частини та з'єднання увійшли до складу створеної далекобомбардувальної авіації Головного командування.

## Командування
- 1936–1937 роки — комкор Хрипін Василь Володимирович;
- 1937–1939 роки — комдив Хользунов Віктор Степанович;
- 1939–1940 роки — комбриг Білецький Євген Михайлович.

## Склад
Станом на 20 жовтня 1939 року:
- Моніно:
  - 27-а авіаційна бригада:
    - 21-й далекобомбардувальний авіаційний полк;
    - 53-й далекобомбардувальний авіаційний полк.

  - 9-а авіаційна база.
  - Школа молодших спеціалістів.
- Калінін:
  - 13-а авіаційна бригада:
    - 41-й швидкісний бомбардувальний авіаційний полк.

  - 24-а авіаційна база.
- Іваново:
  - 5-й далекобомбардувальний авіаційний полк.
  - 12-а авіаційна база.
  - 11-а стаціонарна киснева станція.